# Simone e Matteo - Un gioco da ragazzi
Simone e Matteo - Un gioco da ragazzi è un film del 1975 diretto da Giuliano Carnimeo, accreditato come Arthur Pitt.
È il quarto film della coppia Paul L. Smith e Michael Coby nata come imitazione della coppia Bud Spencer e Terence Hill.

## Trama
Simone e Matteo sono due ladruncoli di mezza tacca che vengono ingaggiati da una organizzazione malavitosa per trasportare un carico a Marsiglia. I due sono però del tutto ignari che stanno trasportando armi; quando lo scoprono sanno come farsi valere.